# Elecciones estatales de Río Grande del Norte de 2022
Las elecciones estatales en Rio Grande del Norte en 2022 se realizaron el 2 de octubre, en la primera vuelta. La gente de Rio Grande del Norte que pudieron votar eligieron Gobernador y Vicegobernador del Estado y un Senador de la República con dos suplentes, además de 8 Diputados Federales y 24 Diputados Estaduales. Los electos tomarán posesión el 1 de enero (Presidente, Gobernador y respectivos vicepresidentes) o el 1 de febrero (senador y diputados) de 2023 para períodos de 4 años (excepto en el caso del senador, que tendrá un período de 8 años). La actual titular del cargo de gobernadora es Fátima Bezerra, del Partido de los Trabajadores (PT), electa en 2018, quien es elegible para ser reelecta. Para la elección al Senado Federal, quedó electo Rogério Marinho, del Partido Liberal (PL).
El gobernador y el vicegobernador elegidos en esta elección ejercerán su mandato unos días más. Esto se debe a la Enmienda Constitucional N° 111, que modificó la Constitución y dispuso que el mandato de los gobernadores de los estados y del Distrito Federal debía comenzar el 6 de enero después de la elección. Sin embargo, los candidatos electos en esta elección tomarán posesión el 1 de enero de 2023 y entregarán su cargo el 6 de enero de 2027.

## Calendario electoral
| Calendario electoral       | Calendario electoral                                                                      |
| -------------------------- | ----------------------------------------------------------------------------------------- |
| 15 de mayo                 | Inicio del financiamiento para precandidatos                                              |
| 20 de julio al 5 de agosto | Convenciones partidarias para elegir candidatos y coaliciones                             |
| 2 de octubre               | primera vuelta de las elecciones                                                          |
| 7 al 28 de octubre         | Publicidad electoral gratuita en radio y televisión relativa a una posible segunda vuelta |
| 30 de octubre              | Posible segunda vuelta electoral                                                          |
| hasta el 19 de diciembre   | Diplomatura de los elegidos por el Tribunal Electoral                                     |

## Candidatos para el gobierno de Rio Grande del Norte
Candidata electa
Nota: a tabela a seguir está organizada por ordem alfabética de candidatos.
| Gobernador/a       | Gobernador/a | Gobernador/a | Vicegobernador/a  | Vicegobernador/a | Vicegobernador/a | Nª | Coalición/Federación                                                        | Tiempo en franja |
| Candidato          | Partido      | Partido      | Candidato         | Partido          | Partido          | Nª | Coalición/Federación                                                        | Tiempo en franja |
| ------------------ | ------------ | ------------ | ----------------- | ---------------- | ---------------- | -- | --------------------------------------------------------------------------- | ---------------- |
| Antonio Bento      |              | PRTB         | Jurandir Rosa     |                  | PRTB             | 28 |                                                                             |                  |
| Styvenson Valentim |              | PODE         | Francisca Enrique |                  | PODE             | 19 |                                                                             |                  |
| Clorisa Linhares   |              | PMB          | Éric Guerra       |                  | PATRI            | 35 | Frente del Cambio PMB, PATRI                                                | 27s              |
| Daniel Morais      |              | PSOL         | Ronaldo Tavarés   |                  | PSOL             | 50 | Federación PSOL REDE                                                        | 30s              |
| Fábio Dantas       |              | SD           | Iván Lopes Júnior |                  | UNIÃO            | 77 | Cambiar RN SD, UNIÃO, PL, PP, PSD, PSC                                      | 4m57s            |
| Fátima Bezerra     |              | PT           | Gualterio Alves   |                  | MDB              | 13 | ¡Lo mejor comienza! FE Brasil (PT, PCdoB, PV), MDB, PDT, Republicanos, PROS | 4m05s            |
| Nazareno Neris     |              | PMN          | Fernando Luis     |                  | PMN              | 33 |                                                                             |                  |
| Rodrigo Vieira     |              | DC           | Carlos Paiva      |                  | DC               | 27 |                                                                             |                  |
| Rosalía Fernández  |              | PSTU         | Socorro Ribeiro   |                  | PSTU             | 16 |                                                                             |                  |

## Candidatos al Senado Federal

### Candidatos confirmados
Candidato electo
| Senador                   | Senador                         | Senador | Suplentes                        | Suplentes | Suplentes | Nª  | Coalición/Federación                                                            | Tiempo en franja |
| Candidato                 | Partido                         | Partido | Candidato                        | Partido   | Partido   | Nª  | Coalición/Federación                                                            | Tiempo en franja |
| ------------------------- | ------------------------------- | ------- | -------------------------------- | --------- | --------- | --- | ------------------------------------------------------------------------------- | ---------------- |
| Carlos Eduardo            |                                 | PDT     | 1° suplente: Jean Paul           |           | PT        | 123 | ¡Lo mejor va a empezar! FE Brasil (PT, PCdoB, PV), MDB, PDT, Republicanos, PROS | 1m49s            |
| Carlos Eduardo            | 2° suplente: Ana Sufia          | PDT     |                                  | PCdoB     |           | 123 | ¡Lo mejor va a empezar! FE Brasil (PT, PCdoB, PV), MDB, PDT, Republicanos, PROS | 1m49s            |
| Dário Barbosa             |                                 | PSTU    | 1ª suplente: Antônia Morais      |           | PSTU      | 161 |                                                                                 |                  |
| Dário Barbosa             | 2° suplente: Gabriel da Costa   | PSTU    |                                  |           | PSTU      | 161 |                                                                                 |                  |
| Fransisco de Freitas      |                                 | PSOL    | 1ª suplente: Sueli Nicácio       |           | PSOL      | 500 | Federación PSOL REDE                                                            | 12s              |
| Fransisco de Freitas      | 2ª suplente: Lígia Gomes        | PSOL    |                                  |           | PSOL      | 500 | Federación PSOL REDE                                                            | 12s              |
| Geraldo Pinho             |                                 | PODE    | 1° suplente: Janssen Cortes      |           | PODE      | 192 |                                                                                 | 16s              |
| Geraldo Pinho             | 2° suplente: Zé Carlos          | PODE    |                                  |           | PODE      | 192 |                                                                                 | 16s              |
| Marcelo Guerreiro         |                                 | PRTB    | 1ª suplente: Andrea Alves        |           | PRTB      | 282 |                                                                                 |                  |
| Marcelo Guerreiro         | 2ª suplente: Vitória Campelo    | PRTB    |                                  |           | PRTB      | 282 |                                                                                 |                  |
| Pastor Silvestre          |                                 | PMN     | 1° suplente: João Batista        |           | PMN       | 333 |                                                                                 |                  |
| Pastor Silvestre          | 2° suplente: Veridiano Leocádio | PMN     |                                  |           | PMN       | 333 |                                                                                 |                  |
| Rafael Motta              |                                 | PSB     | 1° suplente: Souza Neto          |           | PSB       | 400 | Voluntad del Pueblo PSB, AVANTE, AGIR-36                                        | 29s              |
| Rafael Motta              | 2° suplente: Cinara Dantas      | PSB     |                                  |           | PSB       | 400 | Voluntad del Pueblo PSB, AVANTE, AGIR-36                                        | 29s              |
| Rogério Marinho           |                                 | PL      | 1° suplente: Flávio Azevedo      |           | PL        | 222 | Cambiar RN SD, UNIÃO, PL, PP, PSD, PSC                                          | 2m12s            |
| 2° suplente: Igor Targino |                                 | PL      | SD                               |           |           | 222 | Cambiar RN SD, UNIÃO, PL, PP, PSD, PSC                                          | 2m12s            |
| Shirlei Medeiros          |                                 | DC      | 1° suplente: Sebastião Fernandes |           | DC        | 270 |                                                                                 |                  |
| Shirlei Medeiros          | 2° suplente: Jânio Clécio       | DC      |                                  |           | DC        | 270 |                                                                                 |                  |

### Candidatos que declinaron
| Senador                | Senador                      | Senador | Suplentes                        | Suplentes | Suplentes | Nª  | Coalición/Federación |
| Candidato              | Partido                      | Partido | Candidato                        | Roto      | Roto      | Nª  | Coalición/Federación |
| ---------------------- | ---------------------------- | ------- | -------------------------------- | --------- | --------- | --- | -------------------- |
| Marcos Antonio Ribeiro |                              | UP      | 1er suplente: Lutemberg de Faria |           | UP        | 800 |                      |
| Marcos Antonio Ribeiro | 2do suplente: Marluce Barros | UP      |                                  |           | UP        | 800 |                      |

## Encuestas

### Gobernador
| Período     | Instituto                        | Muestra | Fátima (PT) | Styvenson (PODE)              | Dantas (Sol.) | Clorisa (PMB) | Rosália (PSTU) | Danniel (PSOL) | Rodrigo (DC) | Bento (PRTB) | Neris (PMN) | B/N   | NS/NR  | Ventaja |   |   |   |     |     |       |
| ----------- | -------------------------------- | ------- | ----------- | ----------------------------- | ------------- | ------------- | -------------- | -------------- | ------------ | ------------ | ----------- | ----- | ------ | ------- | - | - | - | --- | --- | ----- |
| Período     | Instituto                        | Muestra | 08-10/08    | Exatus/Agora RN RN-05987/2022 | 2 000         | 32,5%         | 18,5%          | 9%             | 2,15%        | 1,4%         | 2,75%       | B/N   | NS/NR  | Ventaja | – | – | – | 11% | 11% | 14,1% |
| 09-12/08    | 98FM/Datavero RN-04480/2022      | 1.500   | 42,61%      | 17,44%                        | 6,49%         | 1,56%         | 1,75%          | 0,32%          | 0,53%        | 0,71%        | 0,45%       | 8,62% | 19,52% | 25,17%  |   |   |   |     |     |       |
| 19-21/08    | IPEC RN-09891/2022               | 800     | 46%         | 15%                           | 9%            | 2%            | 3%             | 1%             | 1%           | 1%           | 0%          | 6%    | 10%    | 31%     |   |   |   |     |     |       |
| 20-22/08    | Band/Seta RN-06561/2022          | 1.500   | 41,9%       | 17,1%                         | 9,5%          | 1,1%          | 1,1%           | 0,7%           | 0,3%         | 0,4%         | 0,3%        | 14,6% | 13%    | 24,8%   |   |   |   |     |     |       |
| 31/08-02/09 | Band/Seta RN-04880/2022          | 1.500   | 42,8%       | 17,5%                         | 8,5%          | 2,2%          | 0,7%           | 0,6%           | 0,1%         | 0,5%         | 0,1%        | 13,7% | 13,3%  | 25,3%   |   |   |   |     |     |       |
| 06-08/09    | IPEC RN-05706/2022               | 800     | 49%         | 20%                           | 8%            | 3%            | 1%             | 1%             | 1%           | 1%           | 0%          | 9%    | 7%     | 29%     |   |   |   |     |     |       |
| 09-11/09    | Exatus/Agora RN RN-04183/2022    | 2 000   | 43,8%       | 13,4%                         | 10%           | 0,9%          | 0,8%           | 0,25%          | 0,25%        | 0,1%         | 0,1%        | 16,9% | 13,6%  | 30,4%   |   |   |   |     |     |       |
| 12-14/09    | Item RN-03058/2022               | 1 600   | 44%         | 19%                           | 18%           | 2,5%          | 1%             | 1%             | 1,5%         | 0,5%         | 0%          | 5%    | 7,5%   | 23%     |   |   |   |     |     |       |
| 13-16/09    | Bramane RN-09372/2022            | 2 000   | 45,7%       | 20,1%                         | 12,7%         | 2,3%          | 0,8%           | 0,3%           | 0,4%         | 0,4%         | 0,6%        | 5,8%  | 10,7%  | 25,6%   |   |   |   |     |     |       |
| 15-18/09    | 98FM/Datavero RN-04242/2022      | 1.520   | 46,4%       | 16,8%                         | 10,3%         | 0,9%          | 0,8%           | 0,1%           | 0,2%         | 0,1%         | 0,2%        | 12,6% | 11,5%  | 29,6%   |   |   |   |     |     |       |
| 17-19/09    | Real Time Big Data RN-09487/2022 | 1.000   | 48%         | 22%                           | 8%            | 3%            | 1%             | 1%             | 0%           | 1%           | 0%          | 9%    | 7%     | 26%     |   |   |   |     |     |       |

### Senador Federal

Candidato más votado por municipio (168):
Rogério Marinho (109 municipios)
Rafael Motta (35 municipios)
Carlos Eduardo (30 municipios + capital)

| Período     | Instituto                        | Muestra | C. E. Alves (PDT) | Marinho (PL)                  | Rafael (PSB) | Geraldo (PODE) | Freitas (PSOL) | Dário (PSTU) | Silvestre (PMN) | Marcelo (PRTB) | Shirlei (DC) | Marcos (UP) | B/N    | NS/NR  | Ventaja |   |   |   |       |       |      |
| ----------- | -------------------------------- | ------- | ----------------- | ----------------------------- | ------------ | -------------- | -------------- | ------------ | --------------- | -------------- | ------------ | ----------- | ------ | ------ | ------- | - | - | - | ----- | ----- | ---- |
| Período     | Instituto                        | Muestra | 08-10/08          | Exatus/Agora RN RN-05987/2022 | 2 000        | 23%            | 18,8%          | 9,4%         | –               | 1,05%          | 1,5%         | –           | B/N    | NS/NR  | Ventaja | – | – | – | 23,7% | 22,6% | 4,2% |
| 09-12/08    | 98FM/Datavero RN-04480/2022      | 1.500   | 24,77%            | 15,63%                        | 7,33%        | 0,06%          | 0,91%          | 1,49%        | 1,69%           | 1,56%          | 0,19%        | 0,06%       | 30,61% | 15,69% | 9,14%   |   |   |   |       |       |      |
| 19-21/08    | IPEC RN-09891/2022               | 800     | 27%               | 17%                           | 14%          | 1%             | 1%             | 1%           | 3%              | 1%             | 2%           | 1%          | 18%    | 15%    | 10%     |   |   |   |       |       |      |
| 20-22/08    | Band/Seta RN-06561/2022          | 1.500   | 22,0%             | 19,7%                         | 9,7%         | 0,5%           | 0,7%           | 1,4%         | 1,3%            | 0,5%           | 0,7%         | 0,1%        | 21,9%  | 21,5%  | 2,3%    |   |   |   |       |       |      |
| 31/08-02/09 | Band/Seta RN-04880/2022          | 1.500   | 22,0%             | 21,5%                         | 10,8%        | 0,3%           | 0,7%           | 1,1%         | 0,4%            | 0,3%           | 0,4%         | 0,1%        | 21,9%  | 22,5%  | 0,5%    |   |   |   |       |       |      |
| 06-08/09    | IPEC RN-05706/2022               | 800     | 27%               | 21%                           | 14%          | 2%             | 1%             | 1%           | 2%              | 1%             | 2%           | 1%          | 15%    | 13%    | 6%      |   |   |   |       |       |      |
| 09-11/09    | Exatus/Agora RN RN-04183/2022    | 2 000   | 25,8%             | 18,1%                         | 9,2%         | 0,3%           | 0,2%           | 0,55%        | 0,6%            | 0,15%          | 0,55%        | –           | 22,95% | 21,65% | 7,7%    |   |   |   |       |       |      |
| 12-14/09    | Item RN-03058/2022               | 1 600   | 22,5%             | 25%                           | 19%          | 1,5%           | 2%             | 1%           | 2,5%            | –              | 1,5%         | –           | 10%    | 15%    | 2,5%    |   |   |   |       |       |      |
| 13-16/09    | Bramane RN-09372/2022            | 2 000   | 29,1%             | 25,1%                         | 11,3%        | 0,3%           | 0,6%           | 1%           | 0,7%            | 0,2%           | 0,5%         | 0,3%        | 6,7%   | 24,2%  | 4%      |   |   |   |       |       |      |
| 15-18/09    | 98FM/Datavero RN-04242/2022      | 1.520   | 28,6%             | 20,6%                         | 9,2%         | 0,2%           | 0,3%           | 0,4%         | 1,1%            | 0,1%           | 0,8%         | –           | 20,4%  | 18,4%  | 8%      |   |   |   |       |       |      |
| 17-19/09    | Real Time Big Data RN-09487/2022 | 1.000   | 30%               | 24%                           | 15%          | 1%             | 1%             | 1%           | 2%              | 1%             | 1%           | 1%          | 13%    | 10%    | 6%      |   |   |   |       |       |      |

## Resultados

### Gobernador
| Candidatos                | Candidatos                    | Candidatos                   | Votos     | %      |
| Gobernador/a              | Gobernador/a                  | Vicegobernador/a             | Votos     | %      |
| ------------------------- | ----------------------------- | ---------------------------- | --------- | ------ |
|                           | Fátima Bezerra (PT)           | Walter Alves (MDB)           | 1 066 496 | 58,31  |
|                           | Fabio Dantas (SD)             | Iván Lopes Junior (UNIÃO)    | 406 461   | 22,22  |
|                           | Styvenson Valentim (PODE)     | Francisca Henrique (PODE)    | 307 330   | 16,80  |
|                           | Clorisa Linhares (PMB)        | Erick Guerra (PATRI)         | 39 011    | 2,13   |
|                           | Daniel Morais (PSOL)          | Ronaldo Tavares (PSOL)       | 3 691     | 0,20   |
|                           | Nazareno Neris (PMN)          | Fernando Luis da Costa (PMN) | 1 325     | 0,07   |
|                           | Antonio Bento da Silva (PRTB) | Jurandir Rosa (PRTB)         | 1 178     | 0,06   |
|                           | Rodrigo Vieira (DC)           | Carlos Paiva (DC)            | 1 045     | 0,06   |
|                           |                               |                              |           |        |
| Votos válidos             | Votos válidos                 | Votos válidos                | 1 828 974 | 87,65  |
| Votos en blanco           | Votos en blanco               | Votos en blanco              | 95 721    | 4,59   |
| Votos nulos               | Votos nulos                   | Votos nulos                  | 162 027   | 7,76   |
| Total                     | Total                         | Total                        | 2 086 722 | 100,00 |
| Registrados/Participación | Registrados/Participación     | Registrados/Participación    | 2 550 291 | 81,82  |

### Senador Federal
| Candidato                 | Candidato                   | Votos     | %      |
| ------------------------- | --------------------------- | --------- | ------ |
|                           | Rogerio Marinho (PL)        | 708 351   | 41,85  |
|                           | Carlos Eduardo (PDT)        | 565 325   | 33,40  |
|                           | Rafael Motta (PSB)          | 385 275   | 22,76  |
|                           | Geraldo Pinho (PODE)        | 10,000    | 0,59   |
|                           | Francisco de Freitas (PSOL) | 6 661     | 0,39   |
|                           | Shirlei Medeiros (DC)       | 5 766     | 0,34   |
|                           | Pastor Silvestre (PMN)      | 4 024     | 0,24   |
|                           | Marcos Antonio Ribeiro (UP) | 3 535     | 0,21   |
|                           | Darío Barbosa (PSTU)        | 3 072     | 0,18   |
|                           | Marcelo Guerrero (PRTB)     | 590       | 0,03   |
|                           |                             |           |        |
| Votos válidos             | Votos válidos               | 1 692 509 | 81,11  |
| Votos en blanco           | Votos en blanco             | 154.485   | 7,40   |
| Votos nulos               | Votos nulos                 | 239 728   | 11,49  |
| Total                     | Total                       | 2.086.722 | 100,00 |
| Registrados/Participación | Registrados/Participación   | 2.550.291 | 81,82  |

### Diputados federales electos
Son 8 diputados federales elegidos para representar el estado de Rio Grande do Norte.
| Candidato          | Partido | Votos   | Ciudad de origen | Estado               |
| ------------------ | ------- | ------- | ---------------- | -------------------- |
| Natalia Bonavides  | PT      | 157.565 | Natal            | Río Grande del Norte |
| Joao Maia          | PL      | 104,254 | Brejo do Cruz    | Paraíba              |
| Benes Leocádio     | UNIÃO   | 100.693 | Santana do Matos | Río Grande del Norte |
| Robinson Faria     | PL      | 97,319  | Natal            | Río Grande del Norte |
| Minero (PT)        | PT      | 83.481  | Curvelo          | Minas Gerais         |
| Paulinho Freire    | UNIÃO   | 77.906  | Natal            | Río Grande del Norte |
| General Girao      | PL      | 76.698  | Fortaleza        | Río Grande del Norte |
| Sargento Gonçalves | PL      | 56,315  | Campina Grande   | Paraíba              |

#### Por Partido/Federación
| N.º                       | Partido                                                 | Votos     | %      | Escaños | ±           |
| ------------------------- | ------------------------------------------------------- | --------- | ------ | ------- | ----------- |
| 22                        | Partido Liberal (PL)                                    | 370.465   | 19,81  | 4       | 3           |
| 44                        | Unión Brasil (UNIÃO)                                    | 315.590   | 16,87  | 2       | 1           |
| 13                        | Partido de los Trabajadores (PT)                        | 293.953   | 15,73  | 2       | 1           |
| 15                        | Movimento Democrático Brasileiro (MDB)                  | 176.527   | 9,44   | 0       | 1           |
| 77                        | Solidaridad (SD)                                        | 169.556   | 9,07   | 0       | Sin cambios |
| 11                        | Progresistas (PP)                                       | 153.061   | 8,18   | 0       | 1           |
| 10                        | Republicanos (REP)                                      | 103.940   | 5,56   | 0       | Sin cambios |
| 40                        | Partido Socialista Brasileño (PSB)                      | 100.539   | 5,38   | 0       | 1           |
| 45                        | Partido de la Social Democracia Brasileña (PSDB)        | 51.588    | 2,76   | 0       | Sin cambios |
| 55                        | Partido Social Democrático (PSD)                        | 26.590    | 1,42   | 0       | Sin cambios |
| 12                        | Partido Democrático Laborista (PDT)                     | 22.404    | 1,20   | 0       | Sin cambios |
| 43                        | Partido Verde (PV)                                      | 17.865    | 0,96   | 0       | Sin cambios |
| 20                        | Partido Social Cristiano (PSC)                          | 14.573    | 0,78   | 0       | Sin cambios |
| 19                        | Podemos (PODE)                                          | 14.042    | 0,75   | 0       | Sin cambios |
| 70                        | Avante (AVANTE)                                         | 8.916     | 0,48   | 0       | Sin cambios |
| 65                        | Partido Comunista de Brasil (PCdoB)                     | 4.889     | 0,26   | 0       | Sin cambios |
| 23                        | Ciudadanía (Cidadania)                                  | 4.315     | 0,23   | 0       | Sin cambios |
| 14                        | Partido Laborista Brasileiro (PTB)                      | 3.892     | 0,21   | 0       | Sin cambios |
| 50                        | Partido Socialismo y Libertad (PSOL)                    | 3.785     | 0,20   | 0       | Sin cambios |
| 51                        | Patriota (PATRI)                                        | 3.588     | 0,19   | 0       | Sin cambios |
| 33                        | Partido de la Movilización Nacional (PMN)               | 2.314     | 0,12   | 0       | Sin cambios |
| 27                        | Democracia Cristiana (DC)                               | 2.094     | 0,11   | 0       | Sin cambios |
| 35                        | Partido de la Mujer Brasileña (PMB)                     | 2.016     | 0,11   | 0       | Sin cambios |
| 28                        | Partido Renovador Laborista Brasileño (PRTB)            | 1.285     | 0,07   | 0       | Sin cambios |
| 18                        | Red de Sostenibilidad (REDE)                            | 1.227     | 0,07   | 0       | Sin cambios |
| 16                        | Partido Socialista de los Trabajadores Unificado (PSTU) | 823       | 0,04   | 0       | Sin cambios |
|                           |                                                         |           |        |         |             |
| Votos válidos             | Votos válidos                                           | 1.864.825 | 89,36  |         |             |
| Votos en blanco           | Votos en blanco                                         | 110.778   | 5,31   |         |             |
| Votos nulos               | Votos nulos                                             | 111.119   | 5,33   |         |             |
| Total                     | Total                                                   | 2.086.722 | 100,00 | 8       | Sin cambios |
| Registrados/Participación | Registrados/Participación                               | 2.550.291 | 81,82  |         |             |

### Diputados estatales electos
| Nombre                      | Partido | Votos  | Ciudad de origen | Estado               |
| --------------------------- | ------- | ------ | ---------------- | -------------------- |
| Wendel Lagartixa            | PL      | 88.265 | Natal            | Río Grande del Norte |
| Ezequiel Ferreira           | PSDB    | 70.800 | Natal            | Río Grande del Norte |
| Coronel Azevedo             | PL      | 62.607 | Recife           | Pernambuco           |
| Kleber Rodrigues            | PSDB    | 61.074 | Natal            | Río Grande del Norte |
| Adjuto Dias                 | MDB     | 57.657 | Natal            | Río Grande del Norte |
| Isolda Dantas               | PT      | 57.046 | Patu             | Río Grande del Norte |
| Bernardo Amorim             | PSDB    | 52.505 | Almino Afonso    | Río Grande del Norte |
| Maria Divaneide Basílio     | PT      | 52.177 | Pedro Avelino    | Río Grande del Norte |
| Fransisco Assis de Medeiros | PT      | 50.499 | Parelhas         | Río Grande del Norte |
| George Soares               | PV      | 50.037 | Natal            | Río Grande del Norte |
| José Dias                   | PSDB    | 49.027 | Martins          | Río Grande del Norte |
| Keginaldo Jacome            | PSDB    | 47.809 | Tenente Ananias  | Río Grande del Norte |
| Gustavo Carvalho            | PSDB    | 46.318 | Natal            | Río Grande del Norte |
| Tomba Farias                | PSDB    | 42.612 | Santa Cruz       | Río Grande del Norte |
| Cristiane Dantas            | SD      | 42.035 | Natal            | Río Grande del Norte |
| Nelter Queiroz              | PSDB    | 38.602 | Jucurutu         | Río Grande del Norte |
| Galeno Torquato             | PSDB    | 37.274 | São Miguel       | Río Grande del Norte |
| Eudiane Macedo              | PV      | 36.027 | Natal            | Río Grande del Norte |
| Luiz Eduardo                | SD      | 31.871 | Manaus           | Amazonas             |
| Terezinha Maia              | PL      | 29.440 | São Fernando     | Río Grande del Norte |
| Hermano Morais              | PV      | 28.948 | Natal            | Río Grande del Norte |
| Ivanilson Oliveira          | UNIÃO   | 27.426 | Mossoró          | Río Grande del Norte |
| Rosano Taveira da Cunha Jr  | UNIÃO   | 26.714 | Natal            | Río Grande del Norte |
| Neilton Carlos Magalhaes    | PL      | 25.143 | Apodi            | Río Grande del Norte |

#### Por Partido/Federación
| N.º                       | Partido                                                 | Votos     | %      | Escaños | ±           |
| ------------------------- | ------------------------------------------------------- | --------- | ------ | ------- | ----------- |
| 45                        | Partido de la Social Democracia Brasileña (PSDB)        | 587.468   | 31,51  | 9       | 4           |
| 22                        | Partido Liberal (PL)                                    | 242.973   | 13,03  | 4       | 3           |
| 13                        | Partido de los Trabajadores (PT)                        | 223.460   | 12,01  | 3       | 1           |
| 77                        | Solidaridad (SD)                                        | 165.757   | 8,89   | 2       | Sin cambios |
| 44                        | Unión Brasil (UNIÃO)                                    | 160.513   | 8,61   | 2       | Sin cambios |
| 43                        | Partido Verde (PV)                                      | 146.669   | 7,86   | 3       | 3           |
| 15                        | Movimento Democrático Brasileiro (MDB)                  | 91.113    | 4,84   | 1       | 1           |
| 70                        | Avante (AVANTE)                                         | 48.862    | 2,71   | 0       | 1           |
| 55                        | Partido Social Democrático (PSD)                        | 48.179    | 2,56   | 0       | 2           |
| 40                        | Partido Socialista Brasileiro (PSB)                     | 32.847    | 1,75   | 0       | Sin cambios |
| 12                        | Partido Democrático Laborista (PDT)                     | 27.112    | 1,44   | 0       | 1           |
| 35                        | Partido de la Mujer Brasileña (PMB)                     | 26.045    | 1,38   | 0       | 1           |
| 10                        | Republicanos (REP)                                      | 19.250    | 1,02   | 0       | Sin cambios |
| 65                        | Partido Comunista de Brasil (PCdoB)                     | 17.462    | 0,93   | 0       | Sin cambios |
| 14                        | Partido Laborista Brasileiro (PTB)                      | 8.355     | 0,45   | 0       | Sin cambios |
| 50                        | Partido Socialismo y Libertad (PSOL)                    | 6.578     | 0,35   | 0       | 1           |
| 51                        | Patriota (PATRI)                                        | 4.293     | 0,23   | 0       | Sin cambios |
| 33                        | Partido de la Movilización Nacional (PMN)               | 3.174     | 0,17   | 0       | Sin cambios |
| 80                        | Unidad Popular (UP)                                     | 1.604     | 0,09   | 0       | Sin cambios |
| 28                        | Partido Renovador Laborista Brasileño (PRTB)            | 1.149     | 0,06   | 0       | Sin cambios |
| 18                        | Red de Sostenibilidad (REDE)                            | 767       | 0,04   | 0       | Sin cambios |
| 16                        | Partido Socialista de los Trabajadores Unificado (PSTU) | 761       | 0,04   | 0       | Sin cambios |
| 23                        | Ciudadanía (Cidadania)                                  | 654       | 0,03   | 0       | Sin cambios |
|                           |                                                         |           |        |         |             |
| Votos válidos             | Votos válidos                                           | 1.865.045 | 89,39  |         |             |
| Votos en blanco           | Votos en blanco                                         | 101.210   | 4,85   |         |             |
| Votos nulos               | Votos nulos                                             | 120.467   | 5,76   |         |             |
| Total                     | Total                                                   | 2.086.722 | 100,00 | 24      | Sin cambios |
| Registrados/Participación | Registrados/Participación                               | 2.550.291 | 81,82  |         |             |